# Cazaban
Cazaban je priimek več oseb:
- Jean Cazaban, francoski general
- Jules Cazaban, romunski igralec
- Theodor Cazaban, romunski protikomunistični pisatelj